# Classe Parthian
La classe Parthian o classe P fu una classe di sommergibili della Royal Navy britannica, composta da sei unità entrate in servizio tra il 1930 e il 1931.
Grossi battelli oceanici progettati per operare nei mari dell'Estremo Oriente, erano una versione ingrandita dei sommergibili classe Odin di poco precedenti, ma per quanto migliorati sotto vari aspetti ne replicavano molti dei difetti.
Delle sei unità costruite, una fu perduta in incidente nel periodo interbellico mentre le altre cinque prestarono servizio nel corso della seconda guerra mondiale principalmente nel teatro di guerra del mar Mediterraneo: quattro unità furono perdute in azione, mentre l'ultimo sopravvissuto della classe fu radiato già nel 1944 e demolito poco dopo.

## Caratteristiche

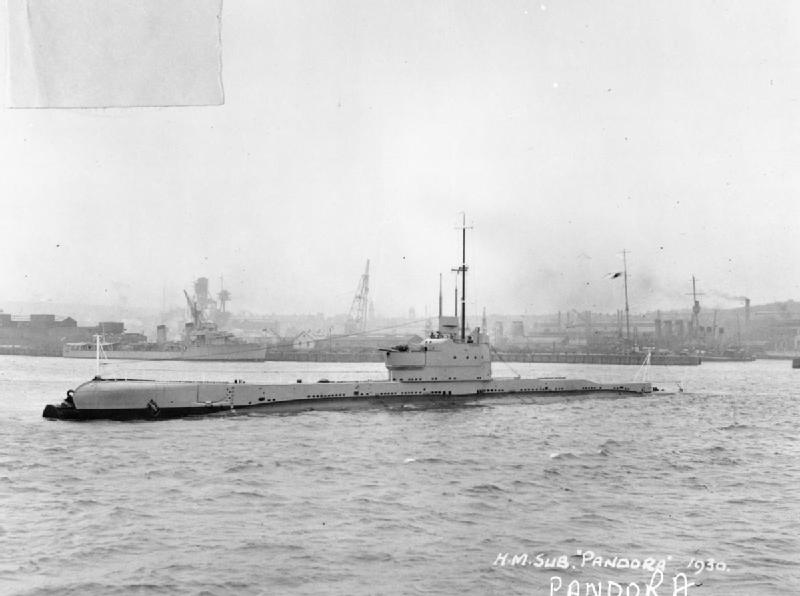
Il Pandora fotografato nel periodo interbellico

Nel 1923 il trattato di alleanza militare tra Regno Unito e Impero giapponese ebbe termine senza che le due parti decidessero di rinnovarlo, una mossa dettata dal governo di Londra nell'ottica di rafforzare i suoi buoni rapporti con gli Stati Uniti d'America ed evitare di essere trascinato in un conflitto tra le due nazioni nel teatro dell'oceano Pacifico. La nuova situazione strategica rendeva però necessario per la Royal Navy di disporre di unità capaci di operare nei mari dell'Estremo Oriente a lunga distanza dalle loro basi; nel campo dei sommergibili, ciò diede adito alla progettazione di una serie di grossi battelli oceanici dotati di lunga autonomia, le cosiddette "China Boats".
Il primo esempio di tali unità furono i nove battelli della classe Odin, costruiti tra il 1927 e il 1930; battelli di lunga autonomia, presentavano tuttavia notevoli carenze a livello di galleggiabilità e manovrabilità, rendendo necessario un loro aggiornamento. Si giunse così alla classe Parthian, impostata a partire dal 1928: le nuove unità erano fondamentalmente una versione allungata dei precedenti Odin, con varie migliorie agli apparati ma in cui i difetti dei predecessori erano solo leggermente corretti.
Lo scafo dei Parthian era lungo 88 metri per un dislocamento in emersione di 1.475 tonnellate, che salivano a 2.040 tonnellate con il battello in immersione; rispetto agli Odin, i Parthian presentavano una prua dal disegno arcuato invece che dritto. L'equipaggio ammontava a sei ufficiali e 47 sottufficiali e marinai. L'apparato propulsivo si basava su due motori diesel da 4.400 hp per la navigazione in superficie e due motori elettrici da 1.320 hp per quella in immersione; la velocità massima in emersione era di 17,5 nodi in emersione e 9 nodi in immersione, leggermente superiore a quella degli Odin. L'autonomia, notevolmente incrementata rispetto ai predecessori, toccava le 7.050 miglia nautiche a 9 nodi in emersione e le 62 miglia a 4 nodi in immersione.
L'armamento di artiglieria era fondamentalmente identico a quello degli Odin, con un cannone da 102 mm per la lotta antinave fisso sul ponte davanti alla torre di comando (e dotato, a differenza che sugli Odin, di una scudatura a protezione dei serventi) e due mitragliatrici da 12,7 mm per la difesa antiaerea; nel 1942 queste ultime furono sostituite da più efficienti mitragliere da 20 mm Oerlikon. L'armamento silurante era lo stesso degli Odin, con otto tubi lanciasiluri da 533 mm (sei fissi a prua e due a poppa); i Parthian, tuttavia, avevano la possibilità di rilasciare dai tubi lanciasiluri anche delle mine navali.

## Unità
| Nome         | Impostazione     | Cantiere                              | Varo           | Entrata in servizio | Destino finale |
| ------------ | ---------------- | ------------------------------------- | -------------- | ------------------- | --- |
| HMS Parthian | 30 giugno 1928   | Chatham Dockyard, Chatham             | 22 giugno 1929 | 13 gennaio 1931     | perduto in mare tra il 6 e l'11 agosto 1943 per cause mai chiarite, probabilmente caduto vittima di una mina nel mar Adriatico                                                             |
| HMS Perseus  | 2 luglio 1928    | Vickers-Armstrongs, Barrow-in-Furness | 22 maggio 1929 | 15 aprile 1930      | perduto in mare il 6 dicembre 1941 a nord di Zante per l'urto con una mina |
| HMS Pandora  | 9 luglio 1928    | Vickers-Armstrongs, Barrow-in-Furness | 22 agosto 1929 | 30 giugno 1930      | affondato il 1º aprile 1942 in un attacco aereo mentre era fermo in porto a La Valletta; lo scafo fu riportato a galla nel settembre 1943 ma non venne riparato, finendo demolito nel 1957 |
| HMS Proteus  | 18 luglio 1928   | Vickers-Armstrongs, Barrow-in-Furness | 23 luglio 1929 | 17 giugno 1930      | radiato dal servizio attivo il 30 giugno 1944 e utilizzato per prove e test; lo scafo fu avviato alla demolizione il 26 febbraio 1946                                                      |
| HMS Phoenix  | 23 luglio 1928   | Cammell Laird, Birkenhead             | 3 ottobre 1929 | 3 febbraio 1931     | affondato il 16 luglio 1940 al largo di Augusta dalla torpediniera italiana Albatros |
| HMS Poseidon | 5 settembre 1928 | Vickers-Armstrongs, Barrow-in-Furness | 22 agosto 1929 | 5 maggio 1930       | affondato il 9 giugno 1931 al largo di Weihai in Cina dopo essere entrato accidentalmente in collisione con un mercantile                                                                  |